# Эта тревожная зима
«Эта тревожная зима» — советский детский художественный фильм, снятый в 1975 году  Игорем Николаевым.

## Сюжет
Коля Филатов попадает с тяжёлым заболеванием в детский санаторий, где ему предстоит лечиться долгие месяцы. Отношения с ребятами, соседями по палате, у него не складываются. Почувствовав себя немного лучше, мальчик решает сбежать из санатория.

## В ролях
- Саша Копов — Коля Филатов
- Эдуард Марцевич — детский доктор Вячеслав Иванович Огородников
- Лена Костерёва — Надя
- Лена Безносикова — Лена
- Саша Симакин — Марат
- Слава Надаховский — Помидор
- Сурен Чахоян — Алёша
- Катя Гражданская — Таня
- Оля Казина — тихая девочка
- Юлия Цоглин — мама Коли
- Олег Буданков — эпизод
- Михаил Поляк — Дмитрий Дмитриевич
- Зинаида Сорочинская — врач
- Елена Максимова — няня Лиза
- Елена Строева — главврач
- Наталья Воробьёва — медсестра
- Александр Карнаушкин — Валера
- Е. Лобанова
- В. Матисов
- Лола Каримова
- Ира Легкова
- Наташа Подосёнкова
- Алёша Кузнецов
- Даня Рожков
- Витя Рассказов
- Саша Шейн
- Наташа Гудима
- Саша Косырьков
- Серёжа Монахов
- Павлик Болгарёв
- Юрий Саранцев — отец Помидора (в титрах не указан)

## Съёмочная группа
- Автор сценария: Валентина Спирина
- Режиссёр: Игорь Николаев
- Оператор: Сергей Филиппов
- Художник: Ольга Кравченя
- Композитор: Алексей Николаев
- Звукооператор: Михаил Галуздин
- Текст песен: Юрия Михайлова
- Редактор: В. Погожева
- Режиссёр: Л. Борисова
- Оператор: Е. Майоров
- Консультант: В. Левченко
- Костюмы: И. Пименова
- Грим: Н. Горчакова
- Монтаж: Р. Цегельницкая
- Дирижёр: В. Васильев
- Оператор комбинированных съёмок: В. Шолин
- Художник комбинированных съёмок: С. Ильтяков
- Директор картины: А. Кравецкий